# Plateau de Millevaches
Plateau de Millevaches (okcitansko Replanat de Miuvachas) je planotast svet v francoski regiji Limousin, del Centralnega masiva. Pokriva približno 3.500 km² površine, ki se razprostira čez tri departmaje: Corrèze, Creuse in Haute-Vienne. Večina ozemlja se nahaja na nadmorski višini med 600 in 1000 metri.
18. maja 2004 je bil z namenom ohranitve bogatega naravnega okolja z odlokom ustanovljen naravni regijski park parc naturel régional de Millevaches en Limousin površine 3.000 km², znotraj katerega se nahaja 113 občin z 38.000 prebivalci.

## Etimologija
Plateau de Millevaches, tudi Millevaches Massif, je po vsej verjetnosti poimenovan po vasici Millevaches, ki se nahaja v bližini najvišje točke planote. Manj verjetna je razlaga, po kateri naj bi bilo ozemlje poimenovano po številnih jezerih, lociranih na tem ozemlju (Mille - tisoč, vache - možno lokalno ime za jezero, čeprav pomeni tudi kravo v sodobnem francoskem jeziku). Rjavo govedo je v resnici prisotno skoraj povsod razen na najvišjih točkah masiva.

## Struktura in geologija
Čeprav se navadno označuje kot planota, je masiv bolj podoben plitvi kupoli, globoko razčlenjeni s potoki in rekami, rahlo nagnjeni, pri čemer je jugovzhodni rob nekoliko bolj dvignjen in izpostavljen. To je vidni ostanek lakolita, velike leči podobne mase granita, domnevno nastali kot posledica vdora ognjeniškega materiala v pozni hercinijski oz. variskovski orogenezi. Ob odstranjevanju mehkejšega materiala je postal lakolit bolj in bolj izpostavljen.
Plateau de Millevaches oblikuje nekakšno stopnico v Centralnem masivu. Na planoti se nahaja več razločnih vrhov, med katerimi je najvišji 976 metrov visoki Mont Bessou na južnem robu masiva v bližini Meymaca.

## Naravne značilnosti
Masiv je na splošno gosto poraščen z iglastimi in mešanimi gozdovi. Med listavci prevladujeta breza in bukev. Najvišji predel okoli Millevachesa je najbolj gozdnat, z malo kmetijskih ali celo živinorejskih površin. Drugod je mešanica gozdov in travnikov, na katerih se pase limousinsko govedo, nekaj malega je polj koruze in rži.
Na planoti se nahajajo šotišča oziroma močvirja, vir številnih rek, npr. Vienne. Pomembno razvodje je ozemlje v bližini vrha Signale d'Audouze (občina Millevaches). Vienne, ki ima svoj izvir v njegovi bližini, teče pretežno proti severu skozi osrednjo Francijo in napaja reko Loaro. Vézère, ki prav tako izvira v neposredni bližini vrha, se usmeri proti jugu in se izliva v reko Dordogne. Številne od teh rek so bile zajezene, pri čemer so ustvarile večja jezera. Največji od njih, Lac de Vassivière, je nastal z zajezitvijo reke Maulde Bližnji Lac de la Vaud-Gelade se napaja z reko Taurion. Reka Vézère ustvari na svoji poti po planoti dve večji jezeri pri naseljih Viam in Treignac. Vsa ta jezera oskrbujejo naselja s pitno vodo kot tudi zagotavljajo vodo hidroelektrarnam.